# Subdivisions de la république de Carélie
- 1 Raïon de Belomorsk
- 2 Raïon de Kalevala
- 3 Raïon de Kem
- 4 Raïon de Kontupohja
- 5 Raïon de Lahdenpohja
- 6 Raïon de Louhi
- 7 Raïon de Karhumäki
- 8 Raïon de Mujejärvi
- 9 Raïon d'Olonets
- 10 Raïon de Pitkäranta
- 11 Raïon des rives de l'Onega
- 12 Raïon de Priaja
- 13 Raïon de Poudoj
- 14 Raïon de Segueja
- 15 Raïon de Sortavala
- 16 Raïon de Suojärvi
- I Okroug de Petroskoï
- II Okroug de Kostamus.

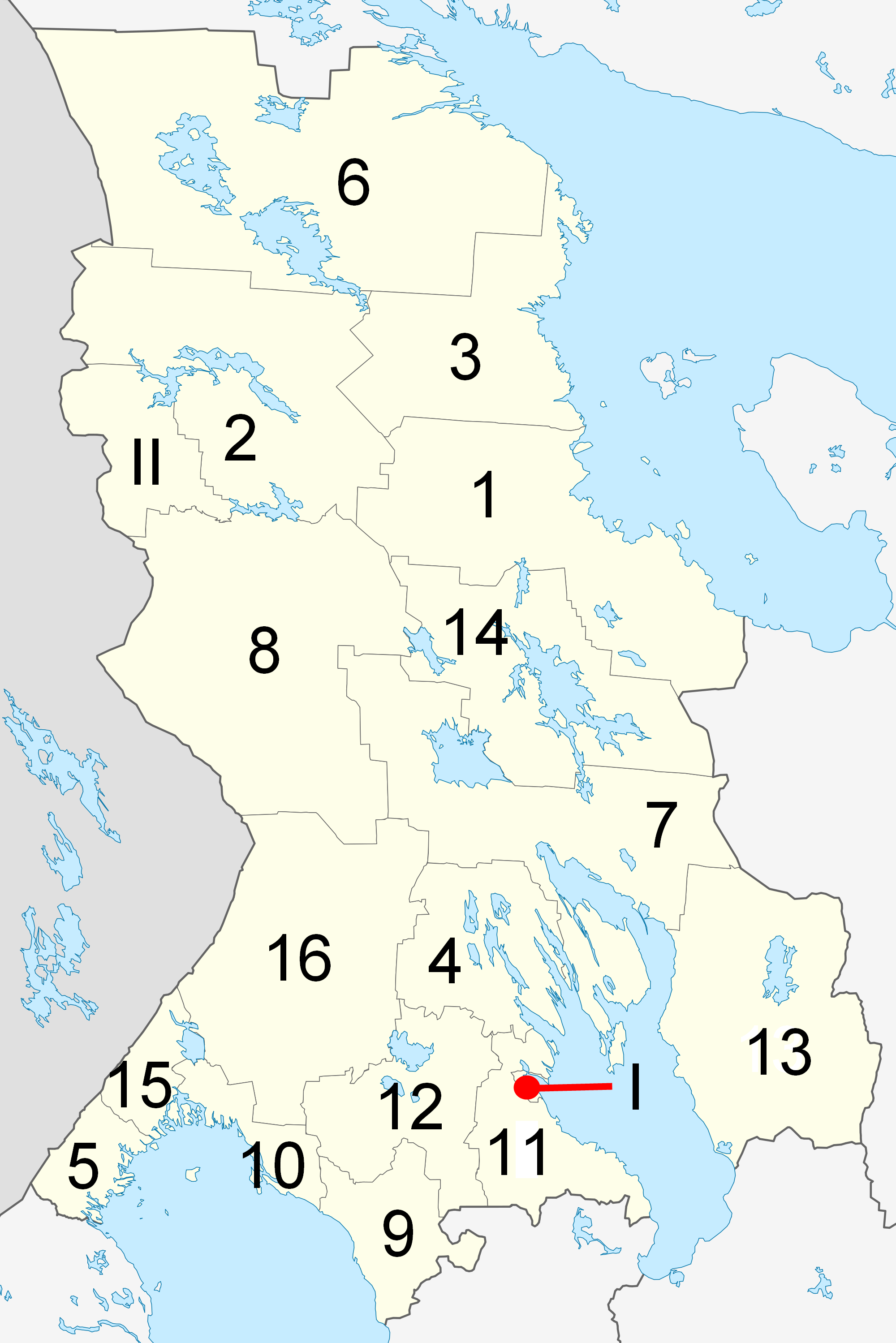
Raïons et okrougs de la république de Carélie:

La république de Carélie est divisée en 18 entités administratives : 2 okrougs de type urbain (okroug de Petrozavodsk et okroug de Kostomoukcha) et 16 raïons. Ces derniers comprennent 22 localités de type urbain et 86 localités de type rural. 
La plupart des habitants de la république de Carélie habite en ville.
Les communes de Carélie sont,,:

## Municipalités par raïon ou okroug
La plupart des habitants de la république de Carélie habite en ville.
Les communes de Carélie sont,,:
| Raïon de Kalevala                                                                                            | Raïon de Kalevala | Raïon de Kalevala |
| Communes urbaines                                                                                            | Communes rurales | Carte |
| --- | --- | --- |
| Kalevala (Калевала, Uhtua)                                                                                   | • Borovoi (Боровой) • Jyskyjärvi (Юшкозеро, Juškozero) • Luusalmi (Луусалми) | [[Fichier:Outline_Map_of_Kalevalsky_District_(Karelia).svg\|300px\|{{#if:\|{{{alt}}}\|Subdivisions de la république de Carélie est dans la page Raïon de Kalevala.]]Uhtua Borovoi Luusalmi Jyskyjärvi Municipalités du raïon de Kalevala |
| Raïon de Karhumäki                                                                                           | | |
| Communes urbaines                                                                                            | Communes rurales | Carte |
| • Medvejiegorsk (Медвежьегорск, Medvežjegorsk) • Pinduinen (Пиндуши, Pinduši) • Poventsa (Повенец, Povenets) | • Paatene (Паданы, Padany) • Sunku (Шуньга, Šunga) • Suurlahti (Великая Губа, Velikaja Guba) • Tolvoja (Толвуя, Tolvuja) • Tsolmuinen (Чёлмужи, Tšolmuži) • Tšopina (Чёбино, Tšobino) | [[Fichier:Outline_Map_of_Medvezhyegorsky_District_(Karelia).svg\|300px\|{{#if:\|{{{alt}}}\|Subdivisions de la république de Carélie est dans la page Raïon de Karhumäki.]]Karhumäki Pinduinen Poventsa Paatene Sunku Suurlahti Tolvoja Tsolmuinen Tšopina Municipalités du raïon de Medvejegorsk                                                     |
| Raïon de Kem                                                                                                 | | |
| Communes urbaines                                                                                            | Communes rurales | Carte |
| Kem (Кемь, Kem)                                                                                              | • Kuusema (Кузема, Kuzema) • Papinsaari (Рабочеостровск, Rabotšeostrovsk) • Vääräkoski (Кривой Порог, Krivoi Porog) | [[Fichier:Outline_Map_of_Kemsky_District_(Karelia).svg\|300px\|{{#if:\|{{{alt}}}\|Subdivisions de la république de Carélie est dans la page Raïon de Kem.]]Kemi Kuusema Papinsaari Vääräkoski Municipalités du raïon de Kem |
| Raïon de Kontupohja                                                                                          | | |
| Communes urbaines                                                                                            | Communes rurales | Carte |
| Kontupohja (Кондопога, Kondopoga)                                                                            | • Hirvas (Гирвас, Girvas) • Jänispelto (Янишполе, Janišpole) • Kentjärvi (Кончезеро, Kontšezero) • Käppäselkä (Кяппесельга, Kjappeselga) • Martsialnyje Vody (Марциальные Воды) • Novinka Ylä-Novinka (Улитина Новинка, Ulitina Novinka) • Petrovski (Петровское сельское поселение, Petrovskoje selskoje poselenije) • Tedjärvi (Кедрозеро, Kedrozero)                                                     | [[Fichier:Outline_Map_of_Kondopozhsky_District_(Karelia).svg\|300px\|{{#if:\|{{{alt}}}\|Subdivisions de la république de Carélie est dans la page Raïon de Kontupohja.]]Kontupohja Hirvas Kentjärvi Käppäselkä Tedjärvi Novinka Petrovski Jänispelto Municipalités du raïon de Kontupohja                                                            |
| Raïon de Lahdenpohja                                                                                         | | |
| Communes urbaines                                                                                            | Communes rurales | Carte |
| Lahdenpohja (Лахденпохья)                                                                                    | • Elisenvaara (Элисенваара) • Hiitola (Хийтола) • Kurkijoki (Куркиеки) • Miinala | [[Fichier:Outline_Map_of_Lakhdenpokhsky_District_(Karelia).svg\|300px\|{{#if:\|{{{alt}}}\|Subdivisions de la république de Carélie est dans la page Raïon de Lahdenpohja.]]Lahdenpohja Elisenvaara Hiitola Kurkijoki Miinala Municipalités du raïon de Lahdenpohja                                                                                   |
| Raïon de Louhi                                                                                               | | |
| Communes urbaines                                                                                            | Communes rurales | Carte |
| • Louhi (Лоухи) • Tchoupa (Чупа, Tšupa) • Pääjärvi (Пяозерский, Pjaozerski)                                  | • Ambarnyi (Амбарный) • Kiestinki (Кестеньга, Kestenga) • Malinavaara (Малиновая Варакка, Malinovaja Varakka) • Plotina (Плотина) | [[Fichier:Outline_Map_of_Loukhsky_District_(Karelia).svg\|300px\|{{#if:\|{{{alt}}}\|Subdivisions de la république de Carélie est dans la page Raïon de Louhi.]]Ambarnyi Kiestinki Louhi Malinavaara Plotina Pääjärvi Tchoupa Municipalités du raïon de Louhi                                                                                         |
| Raïon de Mujejärvi                                                                                           | | |
| Communes urbaines                                                                                            | Communes rurales | Carte |
| Mujejärvi (Муезерский, Mujezerski)                                                                           | • Lentiera (Лендеры, Lendery) • Lietmajärvi (Ледмозеро, Ledmozero) • Pieninkä (Пенинга, Peninga) • Repola (Реболы, Reboly) • Rukajärvi (Ругозеро, Rugozero) • Sukkajärvi (Суккозеро, Sukkozero) • Voloma (Волома) | [[Fichier:Outline_Map_of_Muyezersky_District_(Karelia).svg\|300px\|{{#if:\|{{{alt}}}\|Subdivisions de la république de Carélie est dans la page Raïon de Mujejärvi.]]Lentiera Lietmajärvi Mujejärvi Pieninkä Repola Rukajärvi Sukkajärvi Voloma Municipalités du raïon de Mujejärvi                                                                  |
| Raïon d'Olonets                                                                                              | | |
| Communes urbaines                                                                                            | Communes rurales | Carte |
| Aunus (Олонец, Olonets)                                                                                      | • Alavoinen (Ильинский, Iljinski) • Kotkatjärvi (Коткозеро, Kotkozero) • Kovera (Ко́вера), • Kuittinen (Куйтежа, Kuiteža) • Kuujärvi (Михайловское, Mihailovskoje) • Mäkriä (Мегрега, Megrega) • Tuuksi (Тукса, Tuksa) • Vitele (Видлица, Vidlitsa) | [[Fichier:Outline_Map_of_Olonetsky_District_(Karelia).svg\|300px\|{{#if:\|{{{alt}}}\|Subdivisions de la république de Carélie est dans la page Raïon d'Aunus en République de Carélie .]]Aunus Kotkatjärvi Alavoinen Kovera Kuittinen Kuujärvi Mäkriä Tuuksi Vitele Municipalités du raïon d'Olonets                                                 |
| Raïon de Pitkäranta                                                                                          | | |
| Communes urbaines                                                                                            | Communes rurales | Carte |
| Pitkäranta (Питкяранта)                                                                                      | • Harlu (Харлу) • Impilahti (Импилахти) • Läskelä (Ляскеля) • Salmi (Салми) | [[Fichier:Outline_Map_of_Pitkyarantsky_District_(Karelia).svg\|300px\|{{#if:\|{{{alt}}}\|Subdivisions de la république de Carélie est dans la page Raïon de Pitkäranta.]]Harlu Impilahti Läskelä Pitkäranta Salmi Municipalités du raïon de Pitkäranta                                                                                               |
| Raïon de Poudoj                                                                                              | | |
| Communes urbaines                                                                                            | Communes rurales | Carte |
| Poudoj ou Puutoinen (Пудож, Pudož)                                                                           | • Avdejevo (Авдеево) • Krasnoborski (Красноборский) • Krivtsy (Кривцы) Kubovo (Кубово) • Kuganavolok (Куганаволок) • Pälmä (Пяльма, Pjalma) • Šalla (Шальский, Šalski) | [[Fichier:Outline_Map_of_Pudozhsky_District_(Karelia).svg\|300px\|{{#if:\|{{{alt}}}\|Subdivisions de la république de Carélie est dans la page Raïon de Poudoj.]]Puudosi Avdejevo Krasnoborsk Krivtsy Kubovo Kuganavolok Pälmä Šalla Municipalités du raïon de Poudoj                                                                                |
| Raïon de Priaja                                                                                              | | |
| Communes urbaines                                                                                            | Communes rurales | Carte |
| Priaja (Пряжа, Priaja)                                                                                       | • Jessoila (Эссойла, Essoila) • Matroosa (Матросы, Matrosy) • Nuosjärvi (Крошнозеро, Krošnozero) • Pyhäjärvi (Святозеро, Svjatozero) • Tšalna (Чална) • Vieljärvi (Ведлозеро, Vedlozero) | [[Fichier:Outline_Map_of_Pryazhinsky_District_(Karelia).svg\|300px\|{{#if:\|{{{alt}}}\|Subdivisions de la république de Carélie est dans la page Raïon de Priaja.]]Priaja Jessoila Matroosa Nuosjärvi Pyhäjärvi Tšalna Vieljärvi Municipalités du raïon de Priaja                                                                                    |
| Raïon des rives de l'Onega                                                                                   | | |
| Communes urbaines                                                                                            | Communes rurales | Carte |
| | • Garnizonnoïe • Järventakuinen (Заозерье, Zaozerie) • Latva (Ладва, Ladva) • Latva-Vetka (Ладва-Ветка, Ladva-Vetka) • Meliorativnyi (Мелиоративный) • Pai (Пай) • Puujoki (Деревянное, Derevjannoïe) • Chouïa (Шуя, Šuja) • Uusikylä (Деревянка, Derevjanka) • Uusi-Vilka (Новая Вилга, Novaja Vilga) • Kalajoki (Рыбрека, Rybreka) • Šokšu (Кварцитный, Kvartsitnyi) • Soutjärvi (Шёлтозеро, Chioltozero) | [[Fichier:Outline_Map_of_Prionezhsky_District_(Karelia).svg\|300px\|{{#if:\|{{{alt}}}\|Subdivisions de la république de Carélie est dans la page Raïon des rives de l'Onega.]]Uusikylä Meliorativnyi Latva Latva-Vetka Pai Suoju Uusi-Vilka Puujoki Järventakuinen Garnizonnoje Šokšu Soutjärvi Kalajoki Municipalités du raïon des rives de l'Onega |
| Raïon de Segueja                                                                                             | | |
| Communes urbaines                                                                                            | Communes rurales | Carte |
| • Segueja(Сегежа) • Nadvoïtsy (Надвоицы, Nadvoïtsy)                                                          | • Idel (Идель) • Mustakoski (Чёрный Порог, Tšornyi Porog) • Papinkoski (Попов Порог, Popov Porog) • Uikujärvi (Валдай, Valdaï) | [[Fichier:Outline_Map_of_Segezhsky_District_(Karelia).svg\|300px\|{{#if:\|{{{alt}}}\|Subdivisions de la république de Carélie est dans la page Raïon de Segueja.]]Segueja Vojatšu Mustakoski Papinkoski Idel Uikujärvi Municipalités du raïon de Segueja                                                                                             |
| Raïon de Sortavala                                                                                           | | |
| Communes urbaines                                                                                            | Communes rurales | Carte |
| Värtsilä(Вяртсиля) Helylä(Хелюля) Sortavala (Сортавала)                                                      | • Haapalampi (Хаапалампи) • Kaalamo (Кааламо) | [[Fichier:Outline_Map_of_Sortavalsky_District_(Karelia).svg\|300px\|{{#if:\|{{{alt}}}\|Subdivisions de la république de Carélie est dans la page Raïon de Sortavala.]]Sortavala Värtsilä Helylä Kaalamo Haapalampi Municipalités du raïon de Sortavala                                                                                               |
| Raïon de Suojärvi                                                                                            | | |
| Communes urbaines                                                                                            | Communes rurales | Carte |
| Suojärvi (Суоярви)                                                                                           | • Loimola (Лоймола) • Naistenjärvi (Найстеньярви) • Porajärvi (Поросозеро, Porossozero) • Veskelys (Вешкелица, Veškelitsa) | [[Fichier:Outline_Map_of_Suoyarvsky_District_(Karelia).svg\|300px\|{{#if:\|{{{alt}}}\|Subdivisions de la république de Carélie est dans la page Raïon de Suojärvi.]]Suojärvi Porajärvi Naistenjärvi Loimola Veskelys Municipalités du raïon de Suojärvi                                                                                              |
| Raïon de Belomorsk                                                                                           | | |
| Communes urbaines                                                                                            | Communes rurales | Carte |
| Belomorsk (Беломорск)                                                                                        | • Kesäjoki (Летнереченский, Letneretšenski) • Njuhtša (Нюхча) • Sosnovets (Сосновец, Sosnovets) • Souma (Сумский Посад, Soumski Possad) | [[Fichier:Outline_Map_of_Belomorsky_District_(Karelia).svg\|300px\|{{#if:\|{{{alt}}}\|Subdivisions de la république de Carélie est dans la page Raïon de Belomorsk.]]Belomorsk Kesäjoki Njuhtša Sosnavitsa Suma Municipalités du raïon de Belomorsk                                                                                                  |
| Okroug de Petroskoi                                                                                          | | |
| Communes urbaines                                                                                            | Communes rurales | Carte |
| Petroskoi | | |
| Okroug de Kostamus                                                                                           | | |
| Communes urbaines                                                                                            | Communes rurales | Carte |
| Kostamus | | [[Fichier:Outline_Map_of_Kalevalsky_District_(Karelia).svg\|300px\|{{#if:\|{{{alt}}}\|Subdivisions de la république de Carélie est dans la page Raïon de Kalevala.]]Kostamus Latvajärvi Ponkalahti Tollonjoki Venejärvi Vuokkiniemi Zaretšnyi Localités de l'okroug de Kostamus. L'okroug de Kostamus est en gris et le raïon de Kalevala en jaune.  |